# Damselfrau
Magnhild Kennedy dite Damselfrau (née Magnhild Rønning Skjerve), est une artiste norvégienne investie dans le wearable art (en), principalement les masques et les bijoux. Elle a travaillé avec des artistes tels que Anneli Drecker, Röyksopp, MØ, Beyoncé et Daphne Guinness. Elle a aussi collaboré avec Louis Vuitton. 

## Biographie
Fille d'artistes et admiratrice de Mœbius et d'Enki Bilal, elle s'est retrouvée à 19 ans à travailler dans une boutique de vêtements vintage de Londres à se demander ce qu'elle allait porter pour aller clubber. Depuis,  elle utilise tout ce qui lui tombe sous la main, même les décorations de Noël tombées sur les Champs-Élysées.

## Galerie

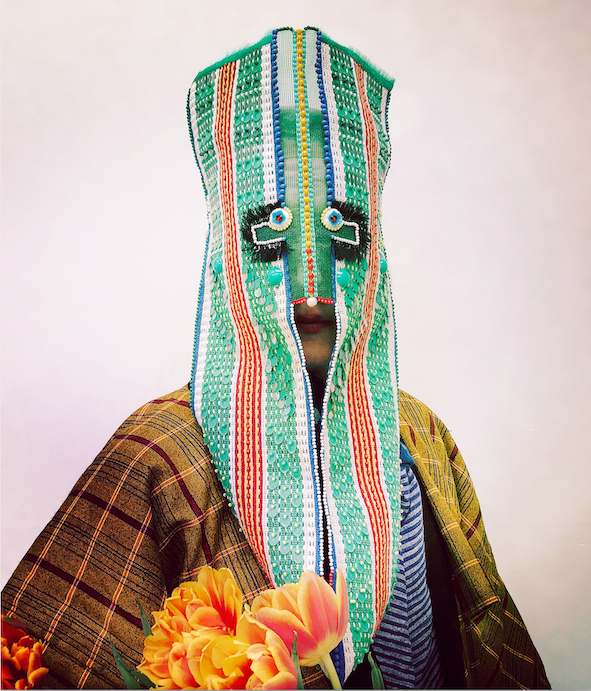
Virpir
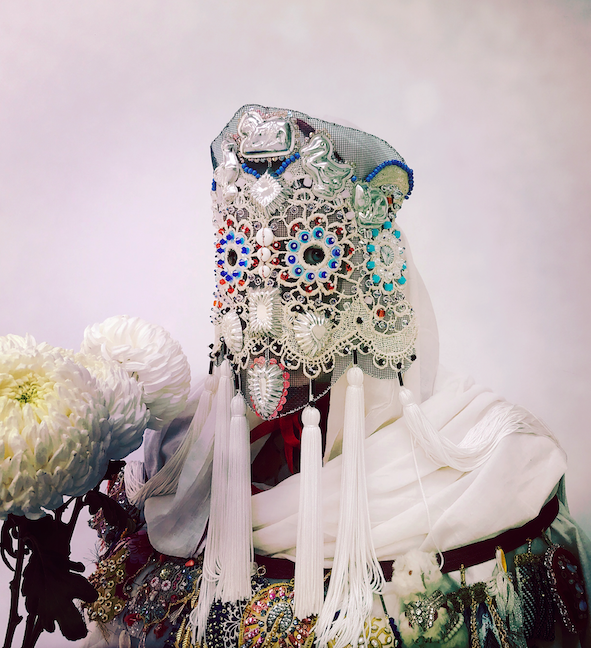
Autoportrait
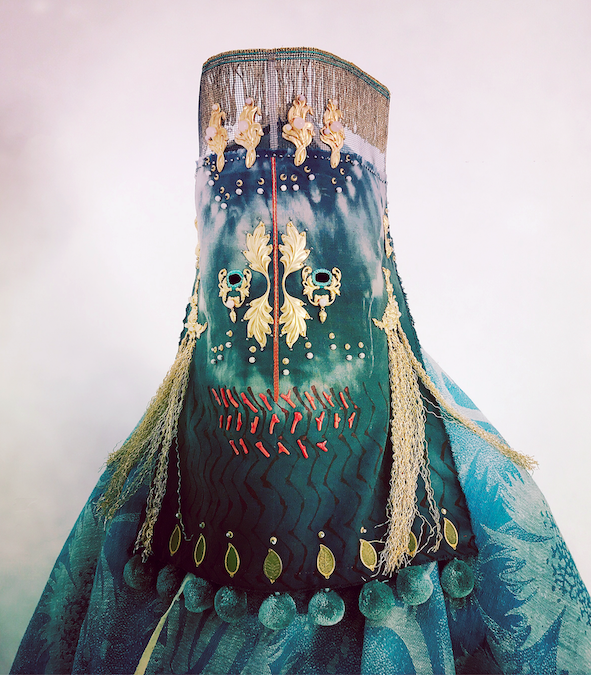
Autoportrait avec masque